# Solveig Serre
Solveig Serre est une universitaire et chercheuse française née en 1980. Elle est spécialiste en musicologie et histoire de la musique. Ses recherches portent sur la musique et le pouvoir dans les institutions lyriques parisiennes à l'époque des Lumières. Elle est aussi une spécialiste des cultures punk,.

## Biographie
Après une formation d'archiviste paléographe terminée en 2005, Solveig Serre obtient un doctorat en histoire en 2006 à université Paris 1. Sa thèse est publiée en 2010 aux éditions du CNRS sous le titre L’Opéra de Paris (1749-1790) : politique culturelle à l’époque des Lumières.
Elle travaille, de 2006 à 2011, à l'Institut de recherche sur le patrimoine musical en France. Elle y développe la base de données Chronopéra et organise un colloque consacré au Répertoire de l’Opéra de Paris (1671-2009) : analyse et interprétation et un autre consacré à L’Opéra de Paris, la Comédie-Française et l’Opéra-Comique (1672-2010) : approches comparées.
Elle travaille également à l'École des chartes[réf. nécessaire]. À partir de 2011, elle est chargée de cours à l'École polytechnique et, depuis 2012, chargée de recherche au Centre national de la recherche scientifique (CNRS). 
Elle dirige depuis 2014 avec Luc Robène le programme PIND (Punk is Not Dead, une histoire de la scène punk en France, 1976-2016).
Dans ce cadre elle contribue en mars 2022 à un colloque autour de l'histoire de Bérurier noir et du punk français organisé à la BnF.
De 2016 à 2019, elle dirige le pôle de recherche du Centre de musique baroque de Versailles.

## Publications
Voir le catalogue complet sur le site de la Bibliothèque nationale de France
- Musiques en liberté : entre la cour et les provinces au temps des Bourbons, textes réunis par Bernard Dompnier, Catherine Massip et Solveig Serre, Paris, École des chartes, 2018.
- Les Lieux de l'opéra en Europe : XVIIe-XXIe siècles (actes du colloque international et interdisciplinaire tenu à Paris, Opéra-Comique, 21-23 novembre 2013, organisé par l'Atelier de recherche sur l'intermédialité et les arts du spectacle, CNRS, ENS, Paris 3, études réunies par Caroline Giron-Panel et Solveig Serre), Paris, École des chartes, 2017.
- L'Opéra de Paris, 1749-1790, Paris, CNRS, 2011.
- Le répertoire de l'Opéra de Paris, 1671-2009, Paris, École des chartes, 2010.
- Punk is not dead: lexique franco-punk, avec Luc Robène, Nova Editions,  (ISBN 979-10-96681-19-8), 2019 [8]
- Benoît Cailmail (dir.), Luc Robène (dir.) et Solveig Serre (dir.), Bérurier Noir, Paris, Riveneuve éditions, coll. « En marge ! », 2023, 246 p. (ISBN 978-2-36013-696-4)